# Pierre Allard (homme politique)
Pour les articles homonymes, voir Pierre Allard et Allard.
Pierre Allard est un homme politique français né le 2 février 1749 à Lyon (Rhône) et décédé le 31 mars 1819 à Orcet (Puy-de-Dôme).

## Biographie
Officier municipal, administrateur du département puis commissaire du pouvoir exécutif près l'administration centrale de Lyon, il est élu député du Rhône au Conseil des Anciens le 25 germinal an VII. Il siège au Corps législatif jusqu'en 1804. Il est, de 1804 à 1813, directeur des droits réunis dans le Puy-de-Dôme.

## Sources
- « Pierre Allard (homme politique) », dans Adolphe Robert et Gaston Cougny, Dictionnaire des parlementaires français, Edgar Bourloton, 1889-1891 [détail de l’édition]